# Johannes Lenhardt
Johannes Lenhardt (* 28. Januar 1899 in Cham; † 21. April 1966) war ein deutscher Geistlicher.
Lenhardt wurde am 6. April 1924 zum Priester für das Erzbistum Bamberg geweiht.
Von 1936 bis 1946 war er Direktor des Ottonianum. In dieser Zeit kam er auch in Konflikt mit der nationalsozialistischen Führung.
Papst Johannes XXIII. ernannte ihn am 6. April 1959 zum Titularbischof von Carystus und Weihbischof in Bamberg. Der Erzbischof von Bamberg, Josef Schneider, spendete ihm am 25. Juli 1959 unter Assistenz von Josef Hiltl, Weihbischof in Regensburg, und Joseph Zimmermann, Weihbischof in Augsburg, die Bischofsweihe. Sein Wahlspruch war Omnibus omnia fieri („Allen alles werden“, nach 1 Kor 9,22 ). Er nahm an allen vier Sitzungsperioden des Zweiten Vatikanischen Konzils teil.